# Franz Xaver Süssmayr
Franz Xaver Süssmayr (ur. 1766 w Schwanenstadt, zm. 17 września 1803 w Wiedniu) – austriacki kompozytor, uczeń i współpracownik Mozarta. Zasłynął dzięki pracy nad ukończeniem jego Requiem d-moll.
Urodził się w Schwanenstadt (Górna Austria), w rodzinie nauczyciela Karla Franza Siessmayra i Anny Marii Preisinger (ślub w 1765). Początkowo w zakresie muzyki kształcił go ojciec. Od 1779 uczęszczał do gimnazjum przy klasztorze benedyktyńskim w Kremsmünster, gdzie był kantorem. Teorię muzyki poznawał pod kierunkiem Pasterwitza. Kierowano go również do komponowania muzyki kościelnej. Od 1785 komponował także muzykę do sztuk teatralnych wystawianych w Kremsmünster. Po ukończeniu szkoły w 1787, prawdopodobnie wyjechał do Wiednia, pierwsze wiadomości na ten temat pochodzą jednak dopiero z roku 1788, wtedy też poznał Mozarta i z jego pomocą ukończył 6 marca 1788 swoją operetkę Der rauschige Hans, w jednym z listów nazywając Mozarta "duchowym i nieśmiertelnym". Szkolił się w zakresie śpiewu i kompozycji u Antonia Salieriego. Początkowo w Wiedniu utrzymywał się z lekcji muzyki oraz jako muzyk pomocniczy.

## Süssmayr i Requiem Mozarta
Do śmierci Mozarta pozostawał jego przyjacielem, pomocnikiem i kopistą. Według ustnych wskazówek i notatek Mozarta dokończył Requiem, choć dokładny zakres jego pracy w tym zakresie pozostaje nieustalony. Według plotek Süssmayr mógł mieć romans z żoną Mozarta Konstancją, w każdym razie jednak jednego z ich dwóch synów, którzy dożyli wieku dorosłego, nazwano właśnie Franz Xaver Wolfgang Mozart. Nie jest pewne czy rzeczywiście był uczniem Mozarta. Być może była to jedynie wersja Konstancji, która tym usprawiedliwiała jego pracę nad ukończeniem Requiem.
Gottfried Weber przypisał większą część utworów składających się na Requiem właśnie Süssmayrowi. Wzbudziło to wiele polemik w Niemczech, ale sam Süssmayr w liście z 8 września 1800, umieszczonym w muzycznej gazecie lipskiej (październik 1801) opisał, że do niego należą ostatnie części: Dies Irae, Sanctus, Benedictus i Agnus Dei. Poza tym dokonał instrumentacji całości wychodząc od basu cyfrowanego i pewnych ręcznych wskazówek Mozarta.
W 1792 Süssmayr święcił sukcesy w całej Europie Środkowej (ponad 80 wykonań) ze swoją operą Der Spiegel von Arkadien (prawykonanie w 1794 w Theater an der Wien). Przez pewien czas pracował jako zastępca kapelmistrza Teatru Narodowego w Wiedniu, a 9 lipca 1794 został kapelmistrzem opery niemieckiej w teatrze dworskim.
Nieznana choroba w 1801 wyczerpała jego siły twórcze, a 17 września 1803 zmarł od powikłań wywołanych przez gruźlicę. Jak Mozart, został pochowany na cmentarzu St. Marx, a jego mogiła również pozostaje nieznana.
Pisownia nazwiska jest nieustalona, sam Franz Xaver podpisywał się jako Siessmayr, lub Süßmayr.

## Dzieła
Katalog dzieł Süssmayra (Süßmayr-Werk-Verzeichnis - SmWV) obejmuje około 200 pozycji. Znajdują się w nim dzieła różnego formatu oraz objętości. Komponował muzykę instrumentalną, kantaty, ofertoria, msze, requiem, oraz muzykę sceniczną. Pisał w obowiązującym w jego czasach stylu klasycystycznym.
Do jego głównych dzieł należą opery: Moses oder Der Auszug aus Aegypten (1792), Der Spiegel von Arkadien (1794), Idris und Zenaide (1795) i Soliman II. (1799), balet Il noce de Benevento (1802).